# Sandy Meinhardt
Sandy Meinhardt (* 12. Juni 1981 in Recklinghausen) ist eine deutsche Politikerin (SPD). Seit 2024 ist sie Abgeordnete im Landtag Nordrhein-Westfalen.

## Leben
Meinhardt war von 2001 bis 2004 als Videothekarin und von 2012 bis 2018 als Buchhalterin tätig. Von 2018 bis zu ihrem Einzug in den Landtag 2024 war sie als Integrationskraft tätig. Sie lebt in Dorsten.

## Politik
Meinhardt ist Mitglied der SPD. Bei der Landtagswahl in Nordrhein-Westfalen 2022 trat sie im Landtagswahlkreis Recklinghausen III und auf Platz 16 der Landesliste der SPD an, verfehlte jedoch zunächst den Einzug in den Landtag. Am 9. Februar 2024 rückte sie für die verstorbene Abgeordnete Nadja Büteführ in den Landtag nach.